# Rutvenjak Mali
Koordinati:   42°46′27″N, 16°47′49″E
Rutvenjak Mali je majhen nenaseljen otoček v Jadranskem morju. Pripada Hrvaški.
Rutvenjak Mali, ki ima površino manjšo od 0,01 km², leži med Mrčaro in Prežbo okoli 0,5 km severno od otočka Rutvenjak Veliki.